# Список наград и номинаций (G)I-dle
Список наград и номинаций южнокорейской группы (G)I-dle.